# Ptinella aptera
Ptinella aptera är en skalbaggsart som först beskrevs av Guérin-ménéville 1839.  Ptinella aptera ingår i släktet Ptinella, och familjen fjädervingar. Arten är reproducerande i Sverige.

## Bildgalleri

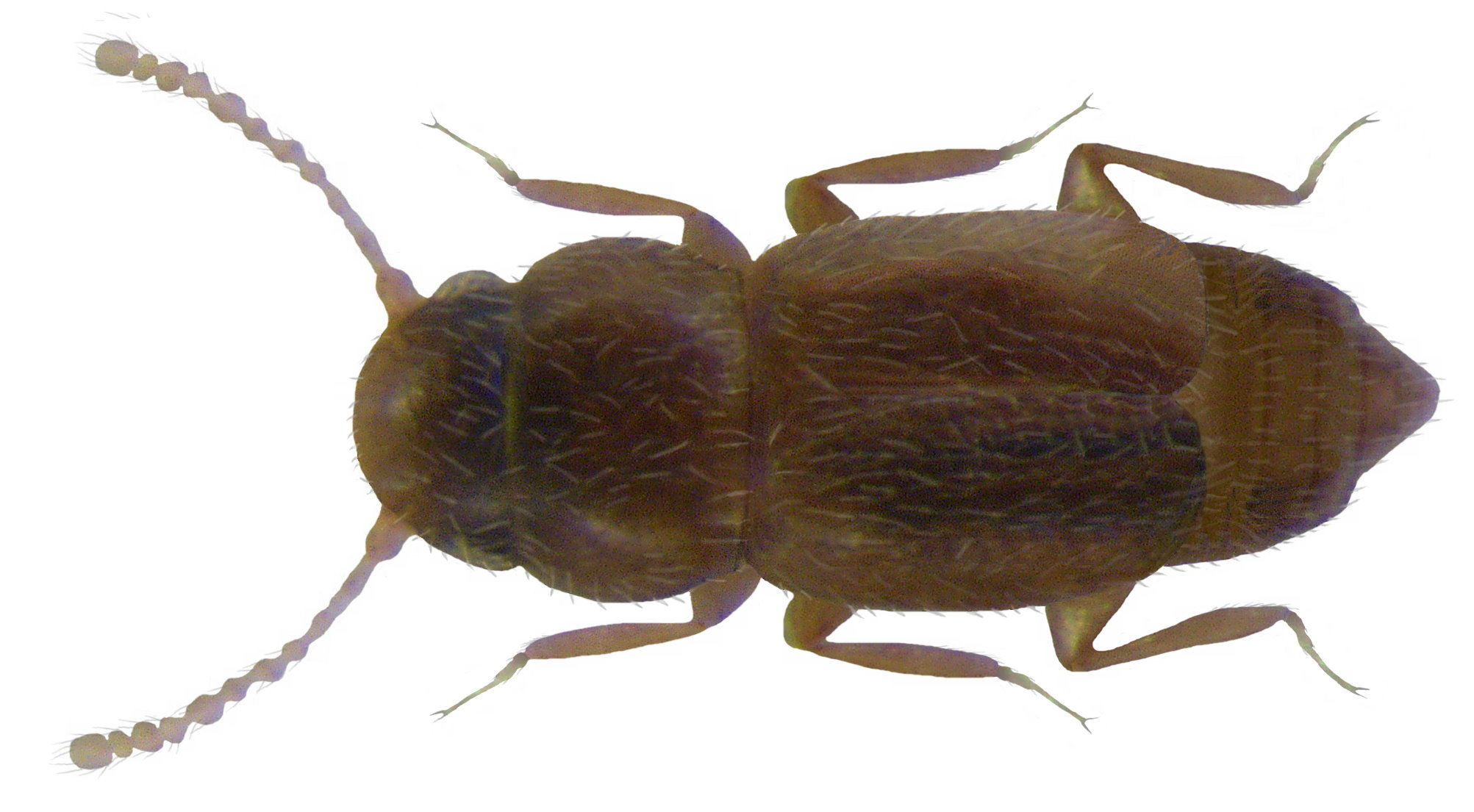
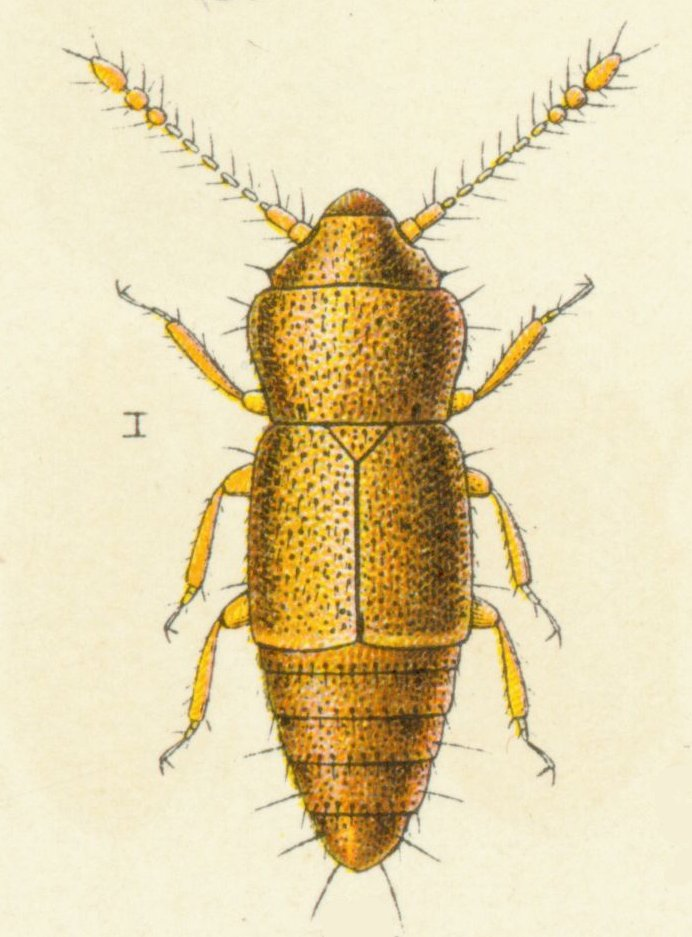